# Saint-Louis (illa de la Reunió)
Saint-Louis és un municipi de l'illa de la Reunió. L'any 2006 tenia 50.137 habitants. Limita amb els municipis de Les Avirons, Cilaos, Entre-Deux, L'Étang-Salé i Saint-Pierre.

## Administració
| Període   | Identitat         | Partit |
| --------- | ----------------- | ------ |
| 1995-2001 | Guy Ethève        |        |
| 2001-2008 | Cyrille Hamilcaro |        |
| 2008-     | Claude Hoarau     | PCR    |